# Narys fortyfikacyjny
Narys fortyfikacyjny – sposób rozmieszczenia poszczególnych dzieł fortyfikacyjnych lub ich elementów w dawnych fortyfikacjach. 
Wśród narysów fortyfikacyjnych rozróżnia się:
- narys bastionowy – stosowany od XVI wieku do XIX wieku. Złożony był z pięciokątnych masywów ziemnych – bastionów połączonych ze sobą prostymi odcinkami wałów ziemnych tzw. kurtyn. Całość tworzyła zamknięty wielobok, czyli poligon (nazywany także wielobokiem fortyfikacyjnym). Podstawowy element obwałowania stanowiły dwa półbastiony połączone kurtyną. Pomiędzy poszczególnymi bastionami wznoszono także dodatkowe umocnienia, takie jak: rawelin, kleszcze, przeciwstraż, co prowadziło do zmiany narysu;
- narys kleszczowy – stosowany wspólnie z narysem bastionowym. Powstawał w wyniku przedłużenia czół bastionów i rawelinów aż do punktu zetknięcia się;
- narys poligonalny – stosowany w fortyfikacjach od XVIII wieku do XIX wieku. Powstawał przez przedłużenie czół bastionów i umieszczenie w punkcie przecięcia dodatkowego dzieła obronnego w postaci kaponiery lub kojca[2].